# Zhang Xueliang
Zhang Xueliang (en chino tradicional: 張學良; 3 de junio de 1901-14 de octubre de 2001), apodado el «Joven Mariscal» (少帥), fue el señor de Manchuria y otras regiones del norte de China después del asesinato de su padre Zhang Zuolin por los japoneses el 4 de junio de 1928. Durante la guerra civil china se coligó con el Kuomintang y se opuso al Partido Comunista de China. No obstante, en 1936, luego del Incidente de Xi'an, fue arrestado por los nacionalistas y pasó más de la mitad de su vida bajo arresto domiciliario en Taiwán. Debido a su papel político conciliador en la segunda guerra sino-japonesa, es considerado un héroe en la República Popular China, ya que intentó, sin éxito, unificar al Kuomintang con los comunistas. Debido al reinante anticomunismo del Kuomintang tras 1949, en la República de China (Taiwán) es considerado un traidor a la patria.

## Biografía

### Formación
Zhang fue hijo de Zhang Zuolin, señor de la guerra de Manchuria en una dividida China. Fue educado por tutores privados, y estaba acostumbrado a hablar con extranjeros. Después de graduarse de la Academia Militar Fengtian, fue nombrado coronel del Ejército de Fengtian y jefe de los guardaespaldas de su padre en 1919. En 1921 se lo envió a Japón para observar maniobras militares y allí se percató de la importancia de las fuerzas aéreas en la guerra moderna. A su regreso, se esforzó por desarrollar una fuerza aérea, que se utilizó frecuentemente en las batallas libradas en la década de 1920 en China. En 1922 fue ascendido a general de división y recibió el mando de un ejército, y dos años después recibió el mando de las fuerzas aéreas.

### Señor de Manchuria
Los japoneses consideraban débil a Zhang, debido a que tenía reputación de mujeriego y consumidor de opio, lo que era visto como señal de falta de disciplina. Por esta razón, algunos oficiales destinados en China pensaron que sería más fácil manipularlo que a su padre. A este lo asesinaron en un atentado con bomba colocada en la vía férrea por la que circulaba el tren que llevaba a Zhang Zuolin de vuelta a Mukden desde Pekín. Zhang se encontraba en Jinzhou cuando asesinaron a su padre, y tardó varias semanas en volver a Mukden, pues no estaba claro si algún otro militar no le disputaría el poder en la región. El jefe del Estado Mayor del difunto, Yang Yuting, y el gobernador militar de la provincia de Jilin eran posibles rivales. Sin embargo, Zhang contó con el respaldo de los mandatarios japoneses y del Ejército de Kwantung, que lo prefería en general a Yang. Zhang hubo de apoyarse en Japón, pese la aversión y desconfianza que tenía a los japoneses, para neutralizar a sus rivales en Manchuria, evitar la toma de la región por el Ejército de Kwantung y evitar la derrota ante el Kuomintang. Al tiempo, tuvo que evitar ser una mera marioneta nipona. El deseo popular de que pactase con el Gobierno de Nankín y la actitud conciliadora de este, dispuesto a cederle Jehol y a no intervenir directamente en Manchuria, facilitó en acuerdo entre las dos partes en julio de 1928. Finalmente Zhang reconoció formalmente la autoridad de Nankín el 29 de diciembre. El nombramiento de los principales cargos de las tres provincias del noroeste chino quedó, no obstante, en sus manos. El Gobierno japonés consideró la medida inevitable. Zhang frustró los planes de los oficiales japoneses que creían que iba a ser más fácil de manipular que su progenitor, y se negó, aunque no abiertamente, a otorgar concesión alguna a los japoneses en Manchuria.
Intentó en vano expulsar por la fuerza a los soviéticos del Ferrocarril Transmanchuriano entre julio y diciembre de 1929.
Luego Zhang superó su adicción al opio. Decidido a liberar a China de influencia extranjera, Zhang ordenó la ejecución pública de dos altos oficiales pro-japoneses, y también intentó eliminar la influencia de la Unión Soviética en la región, sin éxito. Cuando en 1929 Zhang intentó hacerse con el control del Ferrocarril Transmanchuriano, los soviéticos respondieron rápidamente, infligiéndole una dura derrota durante el llamado conflicto sino-soviético. Posiblemente, en el futuro esta humillante derrota frente a los soviéticos le llevaría a mostrase reticente a entablar combate con el Ejército Imperial Japonés, tal y como acabaría ocurriendo en 1931.
No obstante, también intentó estrechar relaciones con los EE. UU.. En 1930, los también señores de la guerra Feng Yuxiang y Yan Xishan intentaron derrocar al gobierno nacionalista del Kuomintang, sin embargo, Zhang atacó a ambos gobernantes, recibiendo a cambio el control del ferrocarril de Hebei y los importes aduaneros del puerto de Tianjin.

### Segunda guerra sino-japonesa
Después del Incidente de Mukden, los japoneses invadieron la región controlada por Zhang, pero éste decidió retirar su ejército sin presentar seria resistencia. Zhang se había percatado de la superioridad japonesa en la región, y aunque su popularidad sufrió mucho, las posteriores derrotas chinas le darían la razón. Después de un viaje a Europa, Zhang regresó a tomar el mando de las tropas nacionalistas que se enfrentaron a las entonces débiles fuerzas del Partido Comunista Chino, en las provincias de Hebei, Henan y Anhui, moviéndose luego al noroeste. Preocupado por el incremento de las hostilidades japonesas en el norte de China, Zhang sintió la urgencia de unificar fuerzas con los comunistas, algo a lo que Chiang Kai-shek se negó. El 6 de abril de 1936, Zhang se reunió con Zhou Enlai, y elaboraron una estrategia para acabar con la guerra civil china rápidamente.
El 12 de diciembre ocurrió el Incidente de Xi'an. Ese día, el generalísimo Chiang Kai-shek viajó a Xi'an, para averiguar por qué los generales Yang Hucheng y Zhang Xueliang habían detenido sus ataques contra los comunistas. A su llegada, los generales chinos informaron a su superior de una propuesta comunista para unificar sus fuerzas contra Japón. Chiang Kai-shek rehusó de nuevo, y los generales Yang y Zhang lo arrestaron hasta que finalmente accedió a formar el Segundo Frente Unido, siendo liberado dos semanas después. Zhang estaba convencido de que el cada vez mayor descontento en China se incrementaría si el Kuomintang continuaba enfocándose en aniquilar a los comunistas, en lugar de los japoneses. Por su parte, Chiang creía que primero debía unificar el país - esto es, acabar con los comunistas - para luego poder formar un único frente contra los invasores.

### Arresto y legado
Después de ser liberado, Chiang Kai-shek ordenó el arresto de los dos generales implicados, quienes fueron juzgados y condenados a diez años de prisión. Chiang Kai-shek intervino en favor de Zhang, quien fue puesto bajo arresto domiciliario. Yang no tuvo tanta suerte, y después de pasar casi 13 años en prisión, fue ejecutado junto con su familia el 6 de septiembre de 1949 en Chongqing, justo antes de que los seguidores del Kuomintang huyeran a Taiwán derrotados por los comunistas. Zhang también fue llevado a Taiwán, donde continuó bajo arresto domiciliario, estudiando poesía de la Dinastía Ming la mayor parte del tiempo.
Después de la muerte de Chiang Ching-kuo, hijo de Chiang Kai-shek, Zhang fue finalmente liberado en 1990, después de pasar más de cincuenta y tres años bajo arresto. Durante todo ese tiempo, su esposa Zhao Yidi lo acompañó.
Zhang emigró a Honolulu, en Hawái en 1993, donde rechazó distintos ofrecimientos del gobierno de la República Popular China para visitar la China continental, alegando su delicada salud. Zhang también dijo ser neutral entre el Kuomintang y los comunistas, y aseguró que sus acciones pro-comunistas fueron motivadas por sus deseos de acabar con la guerra civil china.
Zhang murió de neumonía a los 100 años y fue enterrado en Hawái.
El presidente de la República Popular China en 1993, Jiang Zemin, lo describió como un «gran patriota», aunque en Taiwán Zhang sigue siendo considerado un traidor. Los partidarios del Kuomintang aseguran que Zhang empujó a los nacionalistas a una guerra con Japón sin estar listos, y que Chiang Kai-shek sólo quería esperar hasta 1939 para iniciar el combate abierto, como le recomendaba su consejero alemán Alexander von Falkenhausen.

## Conversión
Zhang estudió el Nuevo Testamento, y en 1964, se casó con Edith Chao, hija de un alto funcionario, quien dejó a su familia en plena adolescencia para convertirse en su compañera, y más tarde le siguió en el exilio. Ambos se convirtieron al cristianismo, asistiendo regularmente a los oficios de la capilla metodista de Shilin, un suburbio de Taipéi, junto con la familia de Chiang Kai-Shek.